# Nouic
Nouic – miejscowość i gmina we Francji, w regionie Nowa Akwitania, w departamencie Haute-Vienne.
Według danych na rok 1990 gminę zamieszkiwało 539 osób, a gęstość zaludnienia wynosiła 15 osób/km² (wśród 747 gmin Limousin Nouic plasuje się na 240. miejscu pod względem liczby ludności, natomiast pod względem powierzchni na miejscu 112.).